# Зула Погоржельська
Зула Погоржельська (пол. Zula Pogorzelska, при народженні Софія-Аліна-Люция Андрієвна Погоржельська; 14 серпня 1896 — 10 лютого 1936)  — польська співачка, танцюристка, акторка театру, кабаре та кіно. Перша польська виконавиця, яка 1926 року представила чарльстон на сцені кабаре Pod sukienką.

## Біографія
Народилася в родині польського лікаря Андрія Антоновича Погоржельского в Криму в Євпаторіі. Навчалась в середній школі в Євпаторії, і водночас брала інтенсивні уроки вокалу й акторської майстерності у своєї матері.
Під час Першої світової війни вперше гастролювала Кримом, Кавказом і Закаспійським краєм з власною сценічною програмою з пластичними танцями під псевдонімом Зулі Паторі.
Після більшовицької революції в Росії разом з сім'єю репатріювалася до нової незалежної Польщі. 1918 року опинилася у Варшаві і 7 травня 1919 року дебютувала в театрі Багатела. Незабаром  стала зіркою кількох найпопулярніших кабаре, включно з "Qui Pro Quo", "Перські очі", "Морське око" і "Богема". Кар'єру в кіно починала вже досвідченою артисткою кабаре, якій широко аплодували в столиці.
1934 року захворіла на хворобу хребта, через яку змушена залишити сцену. Після тривалої хвороби померла в санаторії лікаря Роза у Вільно. Похована на Повонзківському цвинтарі у Варшаві. У Варшаві на вул. Сенаторській установлена меморіальна дошка на будинку, де знаходилось кабаре.
Була одружена з варшавським артистом кабаре та кіно Конрадом Томом.

## Вибіркова фільмографія
- Золота лихоманка (1926)
- Корисливе кохання, як покоївка (1930)
- Безіменні герої (1932)
- Сто метрів любові, як Зоська (1932)
- Улани, улани..., як Гелка (1932)
- Дванадцять стільців (пол. Dwanaście krzeseł, 1933 польсько-чехословацьке спільне виробництво)
- Ромео і Юльця, як Франка Крохмальська (1933)
- Іграшка, як Зізі (1933)
- Закоханий, кохає, поважає, як Кунегунда (1934)[7]